# Оперативни систем
У рачунарству, оперативни систем (ОС) је скуп програма и рутина одговорних за контролу и управљање уређајима и рачунарским компонентама, као и за обављање основних системских радњи. Оперативни систем обједињује у целину разнородне делове рачунара и сакрива од крајњег корисника детаље функционисања ових делова. Оперативни систем ствара за корисника радно окружење које рукује процесима и датотекама, уместо битовима, бајтовима и блоковима. Већина оперативних система долази са апликацијом која обезбеђује кориснички интерфејс за руковање оперативним системом, као што су интерпретер командне линије и графички кориснички интерфејс. Додатно, оперативни систем омогућава покретање других, корисничких, програма као што су едитори, преводиоци и интернет претраживачи. Мрежни оперативни систем је друга врста оперативног система.
За хардверске функције као што су улаз и излаз и алокација меморије, оперативни систем делује као посредник између програма и рачунарског хардвера, мада се апликациони код често директно извршава хардверу, и фреквентно се врше системски позиви за ОС функције или програми бивају прекидани њима. Оперативни системи су присутни у многим уређајима који садрже рачунар –  од мобилних телефона и играчких конзола до веб сервера и суперрачунара.
Најкоришћенији оперативни систем у употреби на стоним и преносивим рачунарима је Windows, са тржишним уделом од око 82,74%. Mac OS фирме Епл је на другом месту (13,23%), и разни видови Линукса су колективно на трећем месту (1,57%). У мобилним (паметни телефон и таблет комбиновано) сектору, употреба Гугловог Андроида је у 2017 порасла до 70% и судећи по подацима трећег квартала 2016, Андроид на паметним телефонима је доминантан са 87,5% и стопом раста од 10,3% годишње, а њему следи Еплов  са 12,1% и годишњим смањењем тржишног удела од 5,2 процента, док други оперативни системи сачињавају само 0,3 процента. Дистрибуције Линукса су доминантне у серверском и суперрачунарским секторима. Друге специјализоване класе оперативних система, као што су уграђени и реално-временски системи, постоје у многим апликацијама. Јачи сервери користе Линукс, FreeBSD и друге врсте јуниксоликих оперативних система.

## Увод
Рани рачунари нису имали оперативни систем (погледати Историја оперативних система). Оператор је особа која је ручно уносила и покретала програме. Када су развијени програми за учитавање и покретање других програма логично је било да такви програми добију назив по ономе чији посао обављају.
Првим рачунаром ћемо сматрати такав електронски рачунар који је одговарао Фон Нојмановој архитектури - код кога су и програм и подаци у истој меморији. Када су се са следећим рачунарима појавили и први спољашњи уређаји - читачи папирне траке и бушач картица - појавила се прилика за следећи степен аутоматизације. Уобичајени скуп картица на којима су се налазили кодови за улазне и излазне операције су биле клица за будући развој оперативних система.
Најчешћа употреба појма „оперативни систем“ данас, од опште и стручне јавности, се односи на сав софтвер потребан кориснику за управљање системом и покретање свих програма који могу радити на том систему. По општеприхваћеним нормама то подразумева не само најниже слојеве језгра (кернел) који непосредно управљају уређајима него и библиотеке неопходне корисничким програмима као и основне програме за баратање датотекама и конфигурисање система.
Граница између оперативног система и корисничких програма није прецизно одређена и представља често предмет расправа. На пример, једно од кључних питања у антимонополском судском случају САД против Мајкрософта је да ли је Мајкрософтов претраживач Интернет Експлорер део оперативног система Windows или је део скупа корисничких програма. Други пример је неслагање око именовања ГНУ/Линукс, јер у основи јесте Линукс кернел али многи управо цео оперативни систем зову Линукс.
Најнижи ниво сваког оперативног система је кернел, језгро, први слој софтвера који се учитава у рачунарску меморију при покретању. Као први софтверски слој, он обезбеђује свом осталом софтверу који се потом учита у оперативну меморију заједничке услуге језгра. Основне услуге које пружа ово заједничко језгро су приступ дисковима, управљање меморијом, управљање процесима и пословима и приступ осталим рачунарским уређајима. Као и код оперативног система и овде постоји питање шта тачно треба да чини „кернел“. Постоје мишљења која подржавају концепт „микрокернела“ или „монолитни кернел“ или нешто треће, чак се постављају питања као на пример–треба ли систем за управљање датотекама (фајл систем) бити део кернела?

## Системски позиви
Системски позиви су услуге које кориснички програми захтевају од оперативног система. Системски позиви често користе посебне процесорске наредбе које узрокују да процесор мења мод, a неки примери су „заштићени мод“ (protected mode) или „надзорнички мод“ (supervisor mode).

## Заједничке услуге језгра
Како су се оперативни системи развијали, све више услуга се очекивало од заједничког језгра. Од 1990-их се од оперативних система често очекује да пруже могућност повезивања на локалну мрежу и на Интернет. Чак се очекује да заштите остали софтвер на рачунару од штете коју могу нанети злонамерни програми, као што су вируси. Списак услуга које се очекују од језгра се и даље шири.
Програми међусобно комуницирају кроз апликативни програмски интерфејс (АПИ), слично као што људи са рачунаром комуницирају кроз корисничко сучеље - кориснички интерфејс. Ово посебно важи у комуникацији између корисничких програма и оперативног система. Заједничким услугама језгра оперативног система кориснички програми приступају кроз АПИ. Тиме оперативни систем омогућава комуникацију између софтвера и хардвера, то јест, програма и уређаја. У основне функције оперативног система свакако треба навести управљање процесором.
Погледати: POSIX

## Оперативни системи данашњице
Најраширенији оперативни системи данашњице који се користе на рачунарима опште намене (ту рачунамо и личне рачунаре - PC) су груписани у две породице: породица Јуниксоликих и породица Microsoft Windows оперативних система. Велики рачунари и рачунари посебне намене користе измењене или посебно наручене оперативне системе који не морају бити ни у каквој вези са Windows-ом или Јуниксом али су, по правилу, ближи Јуниксу него Windows-у.

### Јуниксолики системи
Породица јуниксоликих система је разнородна група оперативних система која укључује и System V, BSD, и ГНУ/Линукс. Име UNIX је заштићено од стране Отворене Групе (The Open Group) која даје лиценцно право коришћења имена када се покаже да предметни оперативни систем задовољава све потребне задате услове. Сам назив се односи на велики скуп оперативних система који подсећају на првобитни јуникс.
Јуникс системи покрећу рачунаре разноликих унутрашњих архитектура. Најраспрострањенија примена је међу серверима у корпоративном сектору али и међу радним станицама у академском и инжењерском окружењу. Слободно доступне варијанте Јуникса, као што су Линукс и BSD су у успону популарности. Направљен је пробој и на тржишту стоних рачунара, посебно „пријатељским“ Линукс дистрибуцијама, као што је Убунту ГНУ/Линукс.
Неке власничке варијанте Јуникса, као што је ХП-ов HP-UX и IBM-ов AIX су направљени посебно да раде само на рачунарима и са опремом оригиналног произвођача. Други, као Соларис, могу радити на оригиналним рачунарима али и на другим рачунарима који одговарају произвођачевим захтевима. Еплов Mac OS X је BSD варијанта настала из NeXTSTEP и FreeBSD је замена за ранији Mac OS у уском сегменту тржишта, али постаје временом најпопуларнији власнички Јуникс систем.
Током претходних година су слободни Јуникс системи потиснули власничке из многих области. На пример, научничко моделовање и рачунарска анимација су некад били територија Силикон Графикса и његовог ИРИКС оперативног система. Данас су они под влашћу рачунарских система под ГНУ/Линуксом.

#### Линукс
Линукс кернел је настао 1991. године, као пројекат Линуса Торвалдса, док је био универзитетски студент у Финској. Он је објавио информације о свом пројекту у новинској групи за рачунарске студенте и програмере, и добио је подршку и помоћ од добровољаца који су успели да направе комплетно и функционално језгро.
Линукс је попут Јуникса, али је развијен без Јуниксовог кода, за разлику од BSD и његових варијанти. Због свог модела отворене лиценце, код језгра Линукса је доступан за изучавање и модификације, што је довело до његове примене у широком опсегу рачунарске машинерије од суперрачунара од паметних сатова. Мада процене сугеришу да се Линукс користи на само 1,82% свих „стоних” (или лаптоп) рачунара, он је широко заступљен на серверима и уграђеним системима као што су мобилни телефони. Линукс је заменио Јуникс на многим платформама и користи се на већини суперрачунара укључујући највећих 385. Многи од тих рачунара су такође на  списку (мада у различитом редоследу), и Линукс ради на првих 10. Линукс се исто тако често користи на другим малим енергетски ефикасним рачунарима, као што су паметни телефони и паметни сатови. Језгро Линукса се користи у виду неколико популарних дистрибуција, као што су Ред хет, Дебијан, Убунту, Линукс минт и Гуглов Андроид, Хром ОС, и Хромијум ОС.

### Microsoft Windows
Microsoft Windows породица оперативних система настаје као графичка надоградња поврх старог оперативног система MS-DOS првих личних рачунара. Данашње верзије се базирају на једној напреднијој варијанти која је названа Windows NT и не представља више само графичко окружење већ уистину потпуни оперативни систем. Windows ради на рачунарима заснованим на процесорима фирме Интел и њима сличним. Ознака за такве процесоре је x86 компатибилни, а најпознатији су фирме АМД. Постоје или су постојале варијанте које раде на процесорима DEC Alpha, MIPS и PowerPC. Постоје такође и варијације за процесоре са 32 и са 64 бита. Данас је Windows најпопуларнији оперативни систем, уживајући огромну надмоћ на светском тржишту стоних рачунара од преко 90%. Такође је значајно распрострањен и у сегменту малих и средњих сервера у применама као што су мрежни сервери или сервери база података.
Године 2011, Windows 7 је претекао Windows XP као најзаступљенија верзија у употреби.
Microsoft Windows је први пут објављен 1985, као оперативно окружење које се извршавало на врху MS-DOS, који је био стандардни оперативни систем испоручен на већини Интелових архитектура персоналних рачунара у то доба. Године 1995, објављен је Windows 95 који је користио МС-ДОС само као боотстрап. Ради повратне компатибилности, Win9x системи су могли да извршавају реални мод MS-DOS и имали су 16-битне Windows 3.x драјвере. Windows Me, објављен 2000. године, био је задња верзија Win9x фамилије. Касније верзије су све биле базиране на Windows NT језгру. Садашње клијентске верзије Windows-а се извршавају на IA-32, x86-64 и 32-битним АРМ микропроцесорима. Осим тога Итанијум је још увек подржан на старијим серверским верзијама Windows Serverа 2008 Р2. У прошлости, Windows NT је подржавао додатне архитектуре.
Серверска издања Windows-а се ретко користе. Задњих година, Microsoft је инвестирао значајан капитал у настојању да промовише употребу Windows-а као серверског оперативног система. Међутим, употреба Windows-а на серверима није широко заступљена као што је на личним рачунарима пошто се Windows надмеће против Линукса и BSD-а за серверски тржишни удео.

### Други оперативни системи
Оперативни системи за велике рачунаре као што је IBM-ов z/OS и оперативни системи посебне намене, као што су QNX, eCos, и PalmOS нису блиски Јуниксу нити Windows-у сем Windows СЕ који је близак Windows-у и неколико Линукс и BSD дистрибуција које су посебно кројене за специфичне примене.
Поред оперативних система за велике рачунаре постоје и оперативни системи за мање уређаје (мобилни телефони, дигитрони и сл.) и уређаје специјалне намене (микропроцесорски системи у аутомобилима, системи за аутоматско отварање врата и сл.), који захтевају рад у реалном времену. Популарни оперативни системи за мобилне телефоне су Симбијан и ОСЕ, док за уређаје специјалне намене велико упориште имају ОСЕЦК и ОСЕ Епсилон и сл.
Старији оперативни системи који се још увек понегде користе су Windows-у-налик OS/2 од IBM-а; ОпенВМС од Хјулит Пакарда (некада Диџитал корпорације); Mac OS, Еплов претходни не-јуникс оперативни систем; РИСК ОС, посебно створен за АРМ процесоре и њихову архитектуру; АмигаОС, први графички оријентисан оперативни систем са мултимедијалним могућностима и то још за широку публику.
Истраживање и развој нових врста оперативних система је засебна област науке о рачунарима.

## Класификација и терминологија
Оперативни систем је суштински састављен из три скупа компоненти:
- Корисничког интерфејса, који може бити графичког типа или имати интерпретер командне линије који се још зове и шкољка ("shell")
- Системске рутине ниског нивоа
- Језгро-кернел који је срце оперативног система

Као што назив сугерише, шкољка је спољашњи програмски омотач језгра, док језгро непосредно комуницира са уређајима. Код неких оперативних система, као што је Јуникс, шкољка и језгро су различити и самостални ентитети, што омогућује произвољне комбинације и лаку замену шкољке. Други оперативни системи само формално приказују постојање различитих компоненти док су у суштини монолитни.
Идеје пројектовања језгра оперативног система су се временом издиференцирале у следеће концепте:
- монолитно језгро
- микројезгро
- егзојезгро

Већина најраспрострањенијих оперативних система има језгра монолитног типа, као што су Јуникс, Линукс и Windows. Неки новији оперативни системи имају микројезгро, као Епл Mac OS X, АмигаОС, QNX и БеОС. Међу истраживачима и развојном заједницом је микројезгро приступ веома популаран, као што је Хурд/ГНУ. Оба система имају својих предности и успешно живе на многим машинама. На системима посебне намене који подразумевају уградњу система и софтвера у електронски производ се примењује пројектовање егзокернела, тачно за један уређај и једну примену.

## Тржишни удео
| Место | Мобилни систем | Стони систем  |
| ----- | -------------- | ------------- |
| 1     | Андроид (73%)  | Windows (83%) |
| 2     | (20%)          | (13%)         |
| 3     | Нокија (1%)    | Линукс (2%)   |
| 4     | Windows (1%)   | Хром ОС (1%)  |

Године 2014, Андроид је био први (други га нису репликовали, у току једне године) оперативни систем који је икад испоручен на милијарди уређаја, те је постао најпопуларнији оперативни систем у погледу инсталиране базе.

## Списак оперативних система
- BSD
- MVS
- OS/2
- Јуникс
- Windows
- ГНУ/Линукс
- Mac OS
- OS/390
- MS DOS
- CP/M
- Palm OS
- Symbian
- Ekos
- ReactOS